# District d'Ashikita
Le district d'Ashikita (葦北郡, Ashikita-gun) est un district de la préfecture de Kumamoto, au Japon, doté d'une superficie de 67,09 km2.

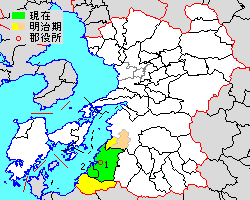
Localisation du district d'Ashikita dans la préfecture de Kumamoto.

## Municipalités
- Ashikita
- Tsunagi

## Historique
- Le 1er janvier 2005, le bourg de Tanoura est annexé au bourg d'Ashikita.